# Boktai: The Sun Is in Your Hand
 (décembre 2018).
Si vous disposez d'ouvrages ou d'articles de référence ou si vous connaissez des sites web de qualité traitant du thème abordé ici, merci de compléter l'article en donnant les références utiles à sa vérifiabilité et en les liant à la section « Notes et références ».
Boktai: The Sun is in Your Hand (ボクらの太陽, Bokura no Taiyō) est un jeu vidéo de type action-RPG développé et édité par l'entreprise japonaise Konami. Il sort sur Game Boy Advance en 2003. Il est remarqué pour un gameplay entièrement nouveau basé sur le soleil : la cartouche est équipée d'un capteur solaire afin de modifier l'expérience vécue par le joueur. Le nom du jeu est la contraction du japonais Bokura no Taiyô qui veut dire « notre soleil ».

## Synopsis
Dans un lieu non loin d'ici et maintenant, la fin du monde approche… Les morts-vivants sont sortis de terre et brisent le cycle de la vie. Le joueur incarne Django, héritier du soleil, qui part venger son père capturé pendant la bataille. Il faut battre les morts-vivants, explorer les donjons, en faisant attention à son ennemi mortel : un comte vampire.

## Série
Il existe actuellement quatre jeux dans cette série. De ces quatre épisodes, seuls les premier, deuxième et quatrième sont sortis en Occident, tandis que le troisième, qui clôt la première histoire, a été annulé en Europe et aux États-Unis.
Les jeux Boktai sont produits par Hideo Kojima, créateur de la célèbre série Metal Gear Solid, dont on retrouve le côté « infiltration » (taper sur les murs pour attirer les gardes, etc.), la conception (du moins pour le premier épisode) et même le héros, Snake, qui fait office de marchand dans Boktai 2 et 3.